# Дивное (Ставропольский край)
Ди́вное — село в Ставропольском крае России. Административный центр Апанасенковского муниципального округа.

## Этимология
Происхождение официального наименования села — Дивное — остаётся неизвестным. По мнению ставропольского краеведа В. Г. Гниловского, оно может быть связано с хорошими условиями жизни, которые нашли переселенцы, появившиеся здесь в 1850 году.
В прошлом среди местных жителей бытовало название Гордачи, данное по имени балки, огибающей село с севера:135. Другие варианты: Гардачи, Городачи, Гародачи.

## Физико-географическая характеристика
Село расположено в степной зоне.
Расстояние до краевого центра: 180 км.
Железнодорожная станция Дивное на ветке Светлоград — Элиста.
Климат
В Дивном засушливый умеренно континентальный климат с мягкой зимой и жарким летом. Абсолютный максимум температуры воздуха +44,3 °C (зарегистрирован 30 июля 2011 года).
- Среднегодовая температура воздуха: +10,8 °C
- Относительная влажность воздуха: 72,1 %
- Средняя скорость ветра: 2,8 м/с

| Показатель                                                                            | Янв. | Фев.  | Март | Апр. | Май  | Июнь | Июль | Авг. | Сен. | Окт. | Нояб. | Дек.  | Год  |
| ------------------------------------------------------------------------------------- | ---- | ----- | ---- | ---- | ---- | ---- | ---- | ---- | ---- | ---- | ----- | ----- | ---- |
| Абсолютный максимум, °C                                                               | 19,0 | 24,0  | 25,0 | 33,9 | 38,9 | 40,0 | 44,3 | 43,0 | 40,1 | 34,0 | 23,1  | 16,7  | 44,3 |
| Средний максимум, °C                                                                  | −0,4 | 0,6   | 7,3  | 16,9 | 23,3 | 28,2 | 31,2 | 30,4 | 24,0 | 15,9 | 7,4   | 1,8   | 15,9 |
| Средняя температура, °C                                                               | −3,4 | −3    | 2,8  | 11,2 | 17,0 | 21,9 | 24,7 | 23,6 | 17,7 | 10,5 | 3,9   | −1    | 10,8 |
| Средний минимум, °C                                                                   | −6,5 | −6,4  | −1,2 | 5,6  | 10,7 | 15,5 | 18,0 | 16,7 | 11,6 | 5,7  | 0,8   | −3,8  | 5,8  |
| Абсолютный минимум, °C                                                                | −29  | −27,2 | −19  | −7,2 | −0,5 | 1,1  | 9,0  | 5,8  | −2,2 | −13  | −21,2 | −25,8 | −29  |
| Норма осадков, мм                                                                     | 34   | 24    | 19   | 29   | 43   | 59   | 61   | 37   | 32   | 31   | 35    | 28    | 432  |
| Источник: Архив климатических данных. climatebase.ru. Дата обращения: 6 декабря 2022. |      |       |      |      |      |      |      |      |      |      |       |       |      |

## История
В декабре 1846 года вышел Указ императора Николая I «О заселении дорог на калмыцких землях в Астраханской губернии», в соответствии с которым предписывалось учредить 44 станицы, включая станицу Дивную.
Дивная (Гордачи) была основана в 1850 году (по другим данным в 1852 году:134) на степной речке Гордачи, на Царицынском тракте. Земля, занятая станицей, прежде принадлежала калмыкам Астраханской губернии.
По списку населённых местностей Ставропольской губернии за 1859 год, население станицы Дивной Ставропольского уезда составляли государственные крестьяне — переселенцы из губерний Российской империи. В указанном году в станице насчитывалось 160 дворов с 716 жителями обоего пола.
В 1861 году станица получила статус села. Селение Дивенское (позже Дивное) входило тогда в состав Петровской волости (с 1867 года Новогригорьевского уезда).

Палата Государственных Имуществ во исполнение Высочайшего повеления, изложенного в предложении Г. Ставропольскаго Гражданскаго Губернатора от 29 июля [1861 года] за № 4295, находящиеся на Калмыцкой степи Ставропольской Губернии станицы Дивную, Винодельную, Предтечу, Дербетовку наименов[нрзб] селениями…— Из письма Ставропольской палаты государственных имуществ от 11.08.1861
В 1871 году между селом Дивенским и урочищем Шара-Халсун, на землях, самовольно заселённых выходцами из разных губерний России, был основан отсёлок Дивенский (ныне — село Воздвиженское).

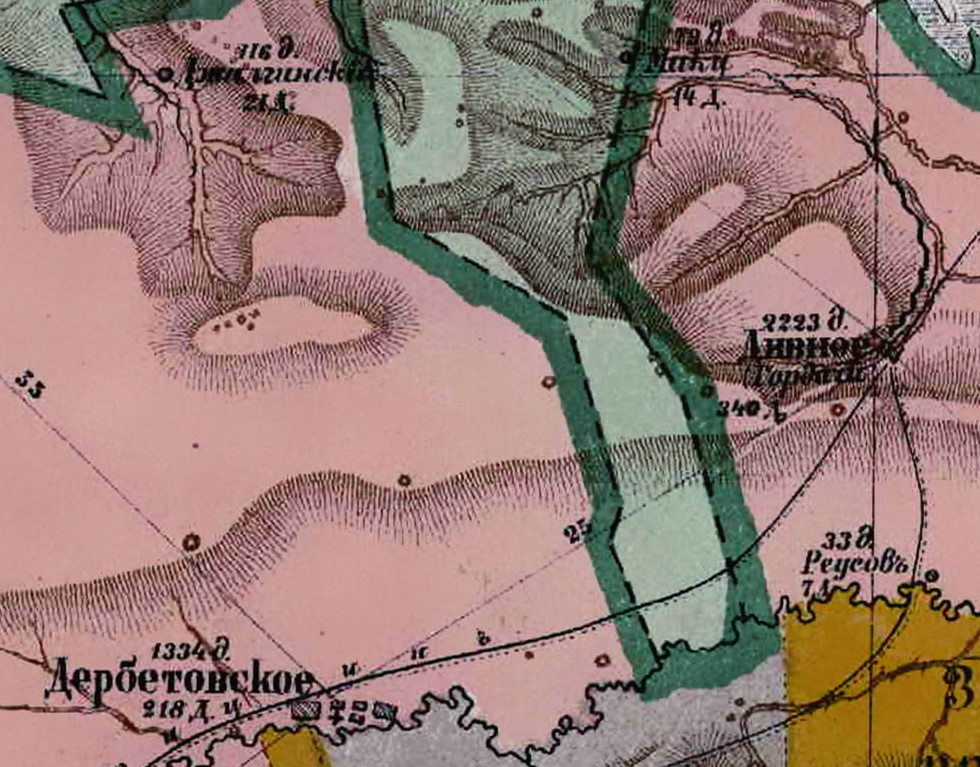
Населённые пункты Дербетовское, Дивное, Джалгинский и Маки на карте Ставропольской губернии 1874 года (число дворов указано с приставкой Д, число душ — с приставкой ∂)

По сведениям 1873 года, село Дивное входило в Виноделенскую волость Новогригорьевского уезда, в нём числилось 340 дворов, в которых проживало 2233 человека (1178 мужчин, 1055 женщин). Жители — православные малороссы. В селе были церковь, хлебный общественный магазин, 4 питейных заведения и столько же торговых лавок:41.
По данным 1880 года, село было центром Дивненской волости 3-го стана Новогригорьевского уезда (позже оно стало относиться к 4-му стану). В состав последней также входили хутора Маки, Корчковых (Феусов), Погребенного и усадьба священноцерковнослужителей при реке Гардачи. Дивное включало 472 двора и 569 жилых домов. Население села — 3587 человек (1855 мужчин, 1732 женщины), из них 235 — жители разных сословий, не причисленные к сельскому обществу. В Дивном располагались церковь, училище, волостное правление, 2 хлебных магазина, 9 лавок, 5 кузниц, 3 маслобойни, мельница, 2 бондарных и 2 овчинодельных заведения, 2 горшечных завода, 7 питейных домов:76—78. По владенной записи селу принадлежало более 62 000 десятин земли.
Согласно «Справочной книжке по Ставропольской епархии» (1889), в волостном селе Дивном значилось 1897 душ мужского пола. К волости были причислены хутора Калаусский и Маки. Село являлось местопребыванием станового пристава 4-го стана.
В 1889 году в селе было 559 дворов с 943 домами, в которых проживало 4195 человек (2198 мужчин, 1997 женщин). По окладным листам население сельского общества включало 1192 души мужского пола, а по посемейным спискам — 4105 душ обоего пола. Жителей разных сословий, не причисленных к сельскому сообществу, — 90 человек.
Дивное неоднократно подвергалось нападениям калмыков, которые грабили имущество, угоняли скот, а попавшихся им жителей убивали или уводили в плен. В 1892 году в селе было много случаев заболеваний холерой.
Согласно книге А. И. Твалчрелидзе «Ставропольская губерния в статистическом, географическом, историческом и сельскохозяйственном отношениях» (1897), село состояло из 751 двора с 765 домами. По окладным листам в нём числилось 1195 ревизских душ, по посемейным спискам — 4762 наличных души обоего пола. Иногородних в селе проживало 1357 душ. Большую часть коренного населения и иногородних составляли малороссы, переселившиеся из разных губерний средней и южной России, а меньшую часть — великороссы.

Занятие жителей состоит в земледелии и скотоводстве. Вследствие частых засух урожаи хлебов здесь бывают большей частью плохие. Из хлебных растений населением сеются: пшеница, овёс, ячмень и просо. В большем количестве сеется яровая и озимая пшеница. В хороший урожай селом собирается пшеницы не более 9 четв. с десятины, а в средний — 6 четв. Зерно хлебных растений почти всегда среднего качества. Землю пашут плугами домашнего изделия и покупными букарями. В плуг впрягается 4—5 пар волов. В селе есть 5 веялок и 10 косилок. Сельскохозяйственные земледельческие орудия крестьяне покупают у местных торговцев частью за наличные деньги, а частью в долг. (…) Система обработки земли трёхпольная. Переделы земли бывают через 6 лет.— Ставропольская губерния в статистическом, географическом, историческом и сельскохозяйственном отношениях
В хозяйствах селян были лошади, коровы, овцы, козы и свиньи. В некоторых дворах имелись фруктовые сады, а у большинства жителей — огороды. Из ремёсел наиболее развиты были кузнечное и сапожное; несколько человек занимались выделкой кож. Торговля ограничивалась сбытом зерна и скота. Скот сбывался на ярмарках в соседних сёлах. Зерно продавали местным торговцам-ссыпщикам, которые отправляли его в Ростов и Новороссийск. В хороший урожайный год жители Дивного могли реализовать таким образом до 16 000 четвертей пшеницы.
В Дивном размещались церковь, два училища, волостное правление с пожарной командой, квартира станового пристава. В селе также действовали торгово-промышленные заведения: 3 мануфактурных, 3 мелочных, 2 винных лавки и одна бакалейная; 2 винных склада; 4 питейных дома; 2 постоялых двора; 6 овчиннодельных заводов и 2 гончарных; 3 маслобойни; 27 ветряных мельниц.
К Дивненской волости в то время принадлежали 3 хутора: Калаус 1-й, Калаус 2-й и Маки. Общее число жителей в них составляло 575 душ обоего пола.
В 1897 году в селе проживало 5448 человек (2775 мужчин, 2673 женщины), из них 5388 — православного вероисповедания:43.

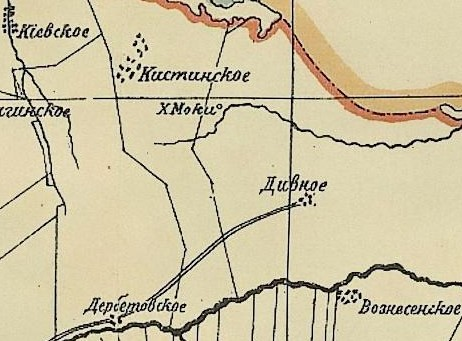
Село Дивное на карте Ставропольской губернии 1909 года (вверху тонкой коричневой линией обозначена граница Благодаринского уезда, толстой жёлто-коричневой — граница Астраханской губернии)

В 1900 году Новогригорьевский уезд был переименован в Благодаринский (Благодарненский) в связи с перенесением уездного центра в село Благодарное. В начале XX века в уезде было 3 стана. Село Дивное относилось к 3-му стану. В 1903 году в нём проживало 6688 человек. Имелись одноклассное училище Министерства народного просвещения, 2 одноклассных церковно-приходских училища, школа грамоты. Кроме самого Дивного в составе волости значились хутора Маки и по реке Калаус. Общее число дворов в волости — 1003, число жителей в них — 7215; количество десятин земли — 40 120:11,28.
По данным 1909 года, в селе Дивном, относившемся к 1-му стану Благодаринского уезда, насчитывалось 1167 дворов с 7312 жителями, 2 церкви, 5 школ, 14 торговых и 5 промышленных предприятий, 3 хлебозапасных магазина, 3 аптеки (в том числе одна ветеринарная). Действовали волостное правление, почта, кредитное товарищество, пожарный обоз. В указанном году Дивненскую волость вместе с волостным центром составляли хутора Ближний Калаусский, Дальний Калаусский, Горькие Маки, Маки, Медведева и Гридина, Попова и Жолобова.
С началом Первой мировой войны многие дивненцы ушли на фронт. В августе 1914 года в селе было создано общество помощи больным и раненым воинам.
К 1916 году в Дивном числилось 8035 жителей, большинство из которых были украинцы. Согласно списку населённых мест Ставропольской губернии по данным переписи 1916—1917 годов, Дивненская волость объединяла село Дивное и хутор Маки.
25 января 1918 года в Дивном была установлена советская власть. В селе образованы волостной совет и военная комендатура.
По данным 1920 года, Дивненская волость по-прежнему относилась к Благодарненскому уезду Ставропольской губернии и состояла из двух населённых пунктов — села Дивного и хутора Маки. Общее число жителей волости — 7683, площадь земель — 65 735 десятин.
В 1921—1922 годах в губернии происходил массовый голод, распространявшийся по пострадавшим от неурожая сёлам Благодарненского, Медвеженского и Ставропольского уездов, а также Туркменского района. В тяжёлом положении находилось и население села Дивного, о чём свидетельствует один из документов того времени:

Страшный голод охватил наше село. Жители употребляют в пищу чистый, без всякой мучной примеси курай, который по осени не доели черви. Курай кончается, приступлено к употреблению растущего на р. Маныч солончака, который не едят даже верблюды. Последний вызывает массовые заболевания… На почве голода появилось два врага: первый — это грабежи и убийства, второй — эпидемия тифа.— Кругов А. И. Голод на Ставрополье в 1921—1922 гг.
В 1922 году в Дивном образовались сельскохозяйственные артели «Завет» и «Труд инвалида». В 1927-м в селе появился первый трактор «Фордзон».
В 1924 году Дивное стало центром Дивенского района Ставропольского округа Северо-Кавказского края. В том же году образовался Дивенский сельсовет, подчинявшийся Дивенскому райисполкому. По данным 1925 года, в него входили село Дивное (административный центр), хутора Артель Завет и Ульяновцы:270. По данным 1926 года, в составе сельсовета, кроме самого Дивного, числились хутора Жалобов, Завет, Калаусский, Моргуновский, Прасолов, Удовытов, Ульяновский, а также две железнодорожных будки:260. В 1928 году из Кистинского сельсовета в Дивенский передан хутор Ново-Кистинский.
В 1925 году в Дивном насчитывалось 1205 дворов с 7414 жителями (3356 мужчин, 4058 женщин). В селе действовали: 1 партийная организация, 6 начальных школ, детский дом, 3 читальни, 33 небольших промышленных предприятия (включая 9 кузниц, 8 мельниц и 3 маслобойни):271. В 1926 году — 1370 дворов и 7127 жителей (3409 мужчин, 3718 женщин):260.
В 1930 году введена в эксплуатацию железнодорожная станция Дивное в составе пускового участка Винодельное — Дивное. В том же году образован Дивенский противочумный пункт (с 1949 года — противочумное отделение) Ставропольской краевой противочумной станции Миниздрава СССР. С 1952 года — отделение научно-исследовательского противочумного института Кавказа и Закавказья. В декабре того же года Дивенское отделение было ликвидировано в связи с укрупнением структурных подразделений института.
В 1930—1946 годах на территории нынешнего Ставропольского края располагались 2 спецзоны НКВД — Арзгирская (в Арзгирском районе) и Дивенская (в Апанасенковском районе), куда выселялись репрессированные крестьяне со всей территории Северного Кавказа. Дивенская спецзона в частности включала населённые пункты Дивное, Дербетовка, Киевка, Киста, Малая Джалга, Новая Киста и Маки, получившие статус «спецпосёлков режимного типа». Часть коренных жителей была вынуждена перебраться в другие места, а их дома заняли спецпереселенцы.

…5 сентября [1930 года] в [Дивенскую] зону прибыл первый эшелон спецпереселенцев с Кубани. Затем в спецзону были доставлены и семьи, высланные с Дона. Позже — раскулаченные крестьяне из разных районов Ставропольской губернии, других мест Северного Кавказа. Согнанные в «спецартели» крестьяне на неплодородных землях должны были выращивать хлопок, что в условиях безводья было абсурдом. Спецкомендатуры системы ГУЛАГа НКВД регламентировали порядок жизни более чем 45 тысяч переселенцев, изгнанных из родных сёл и станиц. Для обозначения этих переселенцев был ещё один термин — «лишенцы». Они были лишены не только имущества, но и гражданских прав.— Ивановский В. Кого «раскулачивали» большевики
30 января 1931 года село Дивное утратило статус районного центра, Дивенский район был ликвидирован. В феврале того же года населённые пункты Дивенского сельсовета были переданы из упразднённого Дивенского района в Виноделенский. При этом сельсовет, в свою очередь, также был упразднён.
В 1931 году, в период коллективизации, наряду с другими колхозами в селе Дивном был организован колхоз «Путь к коммунизму». К 1934 году в Дивном образовались 6 спецартелей: «Маныч», «Молодёжь», «Огородник», «Красное знамя», «Харинки» и «Мещанки». В 1935 году создана Дивенская МТС, обслуживавшая местные хозяйства.
В 1935 году введена новая сеть районов Северо-Кавказского (с 1937 года — Орджоникидзевского, с 1943 — Ставропольского) края. Из разукрупнённого Виноделенского района вновь выделился Митрофановский район (бывший Дивенский) с центром в селе Митрофановском. В том же 1935-м Митрофановское было переименовано в село Апанасенковское, а район — в Апанасенковский.
25 февраля 1935 года начала выходить районная газета «Знамя победы» (с 1963 года — «Приманычские степи»):42.
26 февраля 1939 года село Дивное вновь стало районным центром:17. В указанном году его население составляло уже 8198 человек:19.
В 1939-м образована Дивенская районная контора связи.
В конце 1930-х годов жителей спецпосёлков, относившихся к Дивенской спецзоне, формально восстановили в гражданских правах; начали избираться сельские советы. В 1946 году был отменён особый режим в населённых пунктах спецзоны и упразднены находившиеся там спецкомендатуры МВД СССР. Часть спецпоселенцев вернулась на прежние места проживания:395.
На карте Генштаба Красной армии 1942 года в Дивном 1150 дворов, больница, почтово-телеграфная контора, райсовет, мукомольная мельница, машинно-тракторная станция.

В годы Великой Отечественной войны многие жители села ушли защищать родину. Среди тех, кто не вернулся (…) юный партизан Ваня Усков, до войны работавший на Дивенском хлебоприёмном пункте, учительница географии местной средней школы партизанка Н. Савенко. Их именами названы улицы села. Гордятся дивенцы и своей землячкой политруком Советской Армии Клавдией Денисовной Вилор. О её жизни и судьбе ленинградским писателем, лауреатом Государственной премии Д. А. Граниным написана документальная повесть «Клавдия Вилор».— Орудина Л. О чём рассказывают названия
С 9 августа 1942 года Дивное находилось в оккупации. Недалеко от железнодорожной станции села Дивного, в лесополосе колхоза «Путь к коммунизму», в клетке № 95 было обнаружено две ямы-могилы. При обследовании оказалось, что в одной из них было погребено не менее 360 человек, а в другой около 180 человек. Около здания, где помещалось гестапо, во дворе также была обнаружена могила, куда сваливали замученных фашистами граждан. Здесь было расстреляно около 120 человек. Обречённых на смерть пригоняли пешком из других сел района в село Дивное и здесь истребляли их. Так, партия несчастных из 120 человек была пригнана из села Рагули. Маленьких детей убивали. смазывая губы ядовитым веществом.
17 января 1943 года 248-я стрелковая дивизия и 159-я стрелковая бригада освободили село от немецко-фашистских захватчиков.
В 1943 году вступил в строй Дивенский маслосырзавод. В 1949 году в селе открылся районный магазин.
16 февраля 1951 года колхозы села Дивного «Заря свободы», им. Коминтерна, «Красное знамя», «Путь Ильича» и «Путь к коммунизму» были объединены в укрупнившийся колхоз «Путь к коммунизму» (с 1975 года — колхоз-племзавод «Путь к коммунизму», с 1994 — племзавод «Маныч»). Хозяйство специализировалось на развитии тонкорунного овцеводства (в том числе на выведении племенных овец породы «Ставропольская»). В 1981 году, «за успехи, достигнутые в выполнении планов десятой пятилетки по производству и продаже государству продуктов земледелия и животноводства», коллектив колхоза был награждён орденом Трудового Красного Знамени.
В 1952 году в Дивном открылась средняя школа № 1. В 1955 году Дивенский маслосырзавод был объединён с Ипатовским маслодельно-сыродельным заводом (ныне ОАО «Сыродел») и переименован в Дивенский низовой завод. В том же году в селе открылся детский сад № 1.
На 1 марта 1966 года село Дивное по-прежнему числилось административным центром Дивенского сельсовета и единственным населённым пунктом в его составе:8.
5 ноября 1967 года была открыта железнодорожная линия Дивное — Элиста. В том же году на базе Дивенского и Апанасенковского лесничеств, входивших до этого в Ипатовское механизированное лесное хозяйство, образован Дивенский мехлесхоз (с 1992 года — лесхоз). Его территория в частности включала угодья колхоза «Путь к коммунизму», которому было передано 50 га пахотных земель для организации орошаемого питомника.
В 1960—1980-е годы в Дивном были открыты несколько средних школ и детских садов, Дом культуры, гостиница, телеграф, автовокзал, железнодорожный вокзал, районная больница им. Н. И. Пальчикова.
К 1 января 1972 года население Дивного составляло 14,4 тыс. человек. На карте Генштаба ВС СССР 1978 года издания в селе Дивном 1820 дворов.
В 1986 году Дивенский низовой завод был выведен из состава Ипатовского маслосырзавода и преобразован в молокозавод «Дивенский» (с 1996 года — ОАО «Молоко»).
В 2013 году в Дивном построен пункт вещания Цифрового эфирного телевидения. В июне начато тестовое вещание.
C 2004 по 2020 год село образовывало упразднённое сельское поселение село Дивное. В 2020 году учреждён территориальный отдел села Дивного администрации Апанасенковского муниципального округа.

## Население
| 1873    | 1881    | 1897    | 1903    | 1908    | 1909    | 1916    | 1925    | 1926    |
| ------- | ------- | ------- | ------- | ------- | ------- | ------- | ------- | ------- |
| 2233    | ↗3587   | ↗5448   | ↗6688   | ↗7289   | ↗7312   | ↗8035   | ↘7414   | ↘7127   |
| 1939    | 1959    | 1970    | 1979    | 1989    | 2002    | 2010    | 2011    | 2012    |
| ↗8198   | ↗9715   | ↗14 817 | ↘14 149 | ↗14 526 | ↗15 423 | ↘14 085 | ↘14 052 | ↘13 865 |
| 2013    | 2014    | 2015    | 2016    | 2017    | 2018    | 2019    | 2020    | 2021    |
| ↘13 661 | ↘13 467 | ↘13 394 | ↘13 281 | ↘13 196 | ↘13 129 | ↘12 998 | ↘12 815 | ↗13 104 |

Национальный состав
По итогам переписи 1926 года из 7127 жителей 6758 — украинцы (94,82 %):260.
По итогам переписи населения 2010 года проживали следующие национальности (национальности менее 1 %, см. в сноске к строке «Другие»):
| Национальность | Численность | Процент |
| -------------- | ----------- | ------- |
| Русские        | 13 161      | 93,44   |
| Даргинцы       | 348         | 2,47    |
| Армяне         | 161         | 1,14    |
| Другие         | 415         | 2,95    |
| Итого          | 14 085      | 100,00  |

## Органы власти
Совет муниципального образования села Дивного, состоит из 10 депутатов, избираемых на муниципальных выборах по одномандатным избирательным округам.
Главы поселения
- Анатолий Фёдорович Коваленко (c 13 марта 2011 г.)

Администрация сельского поселения села Дивного

## Инфраструктура

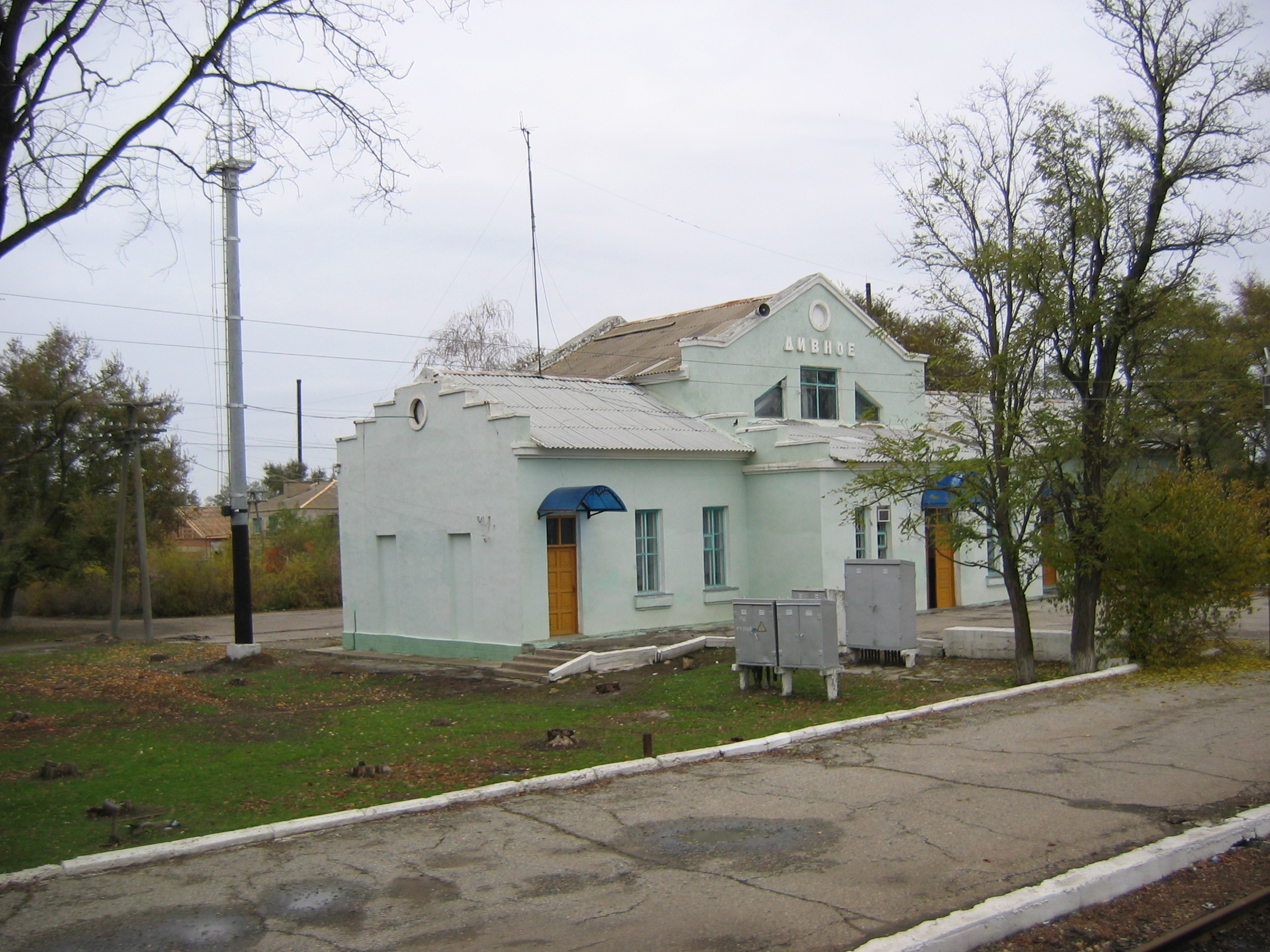
Здание вокзала

- Социально-культурный Центр (дом культуры, кинотеатр)[112]
- Межпоселенческая центральная библиотека[113]
- Сельская библиотека[114]
- Центральная районная больница имени Н. И. Пальчикова[115]
- Краевая туберкулёзная больница (Апанасенковский филиал)[116]
- Дом-интернат для престарелых и инвалидов «Дубки»[117]
- Районный стадион[118]
- Посадочная площадка «Дивное»[119]
- Автостанция[120]
- Ж/д станция «Дивное»[121]
- В Дивном два общественных открытых кладбища площадью 662 00 м² и 36 300 м²[122]

## Образование
- Детский сад № 11 «Колосок»[123]
- Детский сад № 12 «Родничок»[124]
- Детский сад № 13 «Малыш»[125]
- Детский сад № 14 «Берёзка»[126]
- Детский сад № 15 «Сказка»[127][128]
- Детский сад № 16 «Улыбка»[129]
- Средняя общеобразовательная школа № 1[130]. В 2005 году аккредитована как общеобразовательное учреждение с углубленным изучением информатики. На базе учебного заведения действует музей истории и экологии Апанасенковья, имеющий официальный статус. Школа получила президентский грант в размере 1 миллиона рублей[131].
- Средняя общеобразовательная школа № 2[132]
- Средняя общеобразовательная школа № 3. Открыта 9 января 1913 года как земская начальная школа[133]. По итогам 2007—2008 учебного года школа получила президентский грант в размере 1 миллиона рублей
- Детская художественная школа[134][135]
- Детская музыкальная школа[136]
- Центр детского творчества[137]
- Станция юных натуралистов[138]
- Станция юных техников[139]
- Детско-юношеская спортивная школа[140]
- Детский дом (смешанный) № 6[141]
- Вечерняя (сменная) общеобразовательная школа[142]
- Агротехнический техникум. Открыт 17 февраля 1973 года как учебно-курсовой комбинат по подготовке и повышению квалификации механизаторских кадров[143]

## Культура
Народный самодеятельный вокальный ансамбль «Кружевница». Образован 3 сентября 1991 года

## Экономика
- Колхоз-племзавод «Маныч». Основан 17 февраля 1951 года как колхоз «Путь к коммунизму»[144]
- ООО «Агротурсервис»[145] — сельскохозяйственное производство
- Предприятия сельского хозяйства и пищевой промышленности, элеватор
- Дивенское лесничество[146]
- ООО «Дивенские колбасы» — мясопереработка, изготовление колбас и продуктов из мяса[131][147]
- СППК «Сельскохозяйственный Альянс» — производство хлеба и мучных кондитерских изделий[148]

## Русская православная церковь

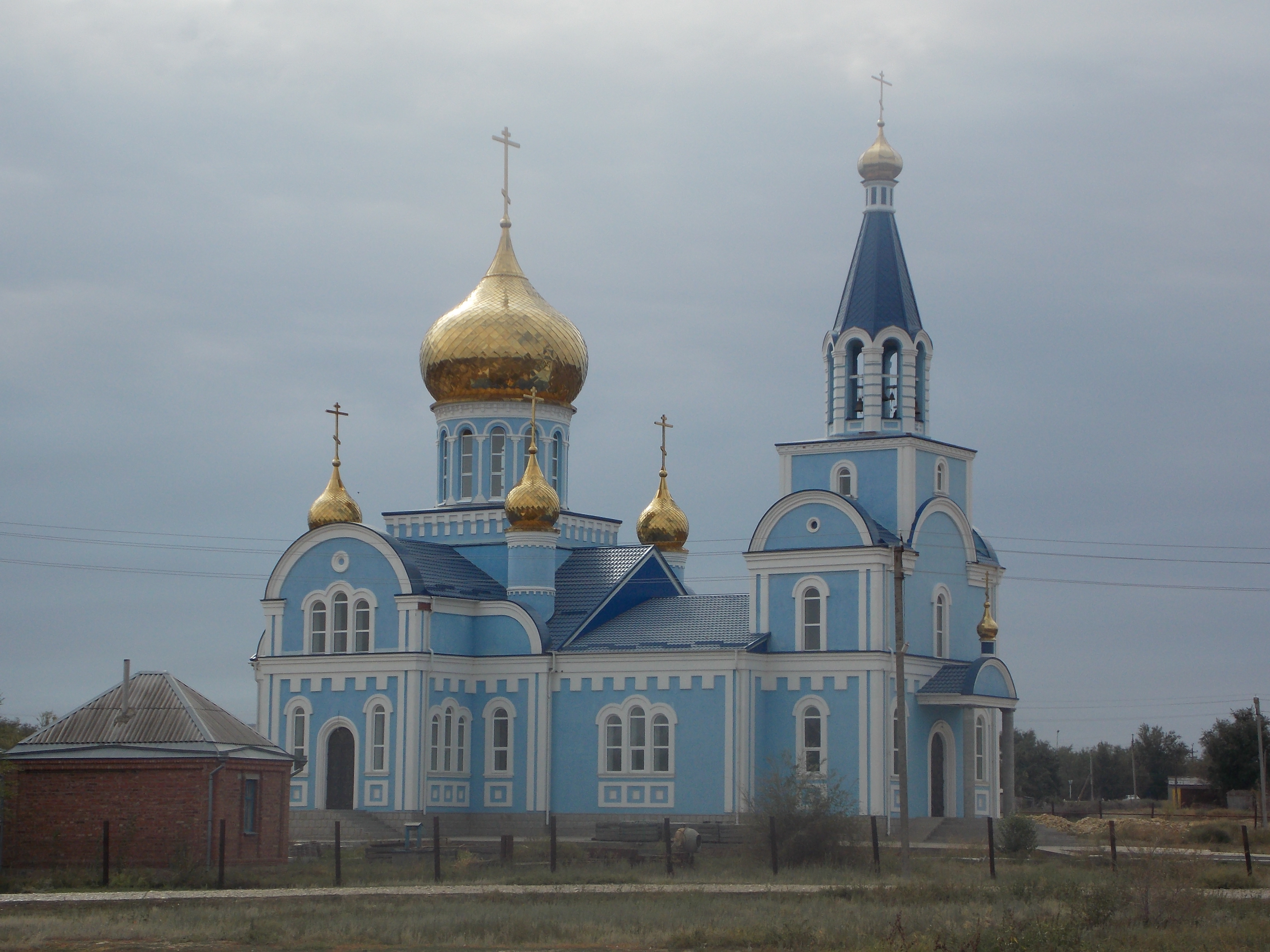
Покровская церковь

В 1864 году в селе была построена Михаило-Архангельская церковь, деревянная, с железной крышей. Строительство храма вместе с иконостасом обошлось в 34 000 рублей. Согласно «Справочнику по Ставропольской епархии» (1910), в состав церковного причта входили священник, диакон и псаломщик. Причту было отведено 99 десятин земли. Священник проживал в общественном доме, диакон — в здании церковно-приходской школы. Всего этих школ в приходе было две: мужская и женская. Первая имела собственное здание, вторая располагалась в церковной сторожке. Общее число жителей в приходе, по церковным данным, составляло 3706 человек, из которых 24 были старообрядцами:135.
В книге «Ставропольская губерния в статистическом, географическом, историческом и сельскохозяйственном отношениях» (1897) имеются сведения о существовании в Дивном секты хлыстов в количестве 84 человек.
В 1901 году село разделили на два прихода — в Дивном и на хуторе Маки.
В 1904 году построена новая, каменная церковь в честь Святой Троицы (Троицкая церковь):185. Храм строился более четырёх лет. Стоимость здания вместе с иконостасом составила около 110 000 рублей серебром:185. Автором проекта предположительно мог быть архитектор Григорий Павлович Кусков. Троицкий храм села Дивного считался «одним из лучших сооружений в Ставропольской губернии» и «чрезвычайно красивым по архитектуре». Храм был сложен из кирпича, имел кроме главного купола ещё 12 меньших. Внутри его украшал резной трёхъярусный иконостас. Часть икон представляла собой копии работ Васнецова и некоторых других известных художников.
В 1918 году деревянная Михаило-Архангельская церковь сгорела во время пожара. Каменная Троицкая церковь просуществовала до 1934 года. Кирпич разрушенного храма пошёл на постройку местного Дома культуры.
В конце XX века в селе началось строительство храма Покрова Пресвятой Богородицы, которое завершилось в 2000-х годах. В октябре 2010 года в здании церкви прошло первое богослужение. В феврале 2021 года была освящена внутренняя роспись, выполненная в древнерусском стиле художником-графиком и станковистом, членом Московского Союза художников Александром Ивановичем Резниковым. Общая площадь территории, занимаемой Покровским храмом, составляет более 12 000 м², а высота здания достигает более 30 м. Внутри церкви установлен пятиярусный семиметровый иконостас с 80 иконами.

## Памятники
- Место захоронения воинов, погибших в годы гражданской и Великой Отечественной войн. 1918 год[157]
- Братская могила воинов, погибших в годы гражданской и Великой Отечественной войн. Год создания — 1961[157]
- Братская могила мирных жителей, расстрелянных фашистами в годы Великой Отечественной войны. В братской могиле захоронено 270 человек. Год создания — 1965[157]
- Братская могила мирных жителей, расстрелянных фашистами в годы Великой Отечественной войны. В братской могиле захоронено 79 человек. Год создания — 1965[157]
- Мемориал Славы на братской могиле воинов, погибших в годы гражданской и Великой Отечественной войн. Создан в 1967 году. Отреставрирован к 65-й годовщине Победы в 2010 году[157].
- Памятное место, где шли ожесточённые бои за освобождение села Дивного от фашистских захватчиков. Год создания — 1973[157]
- Памятник генералу армии И. Р. Апанасенко. Установлен в 1978 году[157]
- Памятник В. И. Ленину. Установлен в 1978 году[157]
- Памятник юному партизану Ване Ускову. Установлен в 1981 году[157]
- Памятный знак, символизирующий собой аллею Славы, высаженную в честь участников Великой Отечественной войны, встретивших свою 61-ю победную весну. Установлен в 2006 году[157]
- Памятный знак воинам, с честью выполнившим свой долг в Афганистане. Установлен в 2006 году[157]
- Памятник воинам, погибшим в годы Великой Отечественной войны. Установлен в 2007 году[157]

## Люди, связанные с селом
- Бачура, Степан Дмитриевич (1918—1993) — ветеран Великой Отечественной войны, полный кавалер ордена Славы[158]
- Баштовой, Пётр Алексеевич (1927—1984) — тракторист колхоза «Маныч», Герой Социалистического Труда, лауреат Государственной премии СССР[158]
- Прудников, Фёдор Михайлович (1899—?) — гуртоправ совхоза № 4, Герой Социалистического Труда[158]
- Реус, Николай Иосифович (1890—1969) — гуртоправ совхоза № 107, Герой Социалистического Труда[158]
- Фисенко, Василий Васильевич (1935—1997) — старший чабан колхоза «Маныч», Герой Социалистического Труда[158]